# 圣母升天主教座堂 (伊斯基亚)
40°43′56″N 13°57′32″E / 40.732259°N 13.958951°E

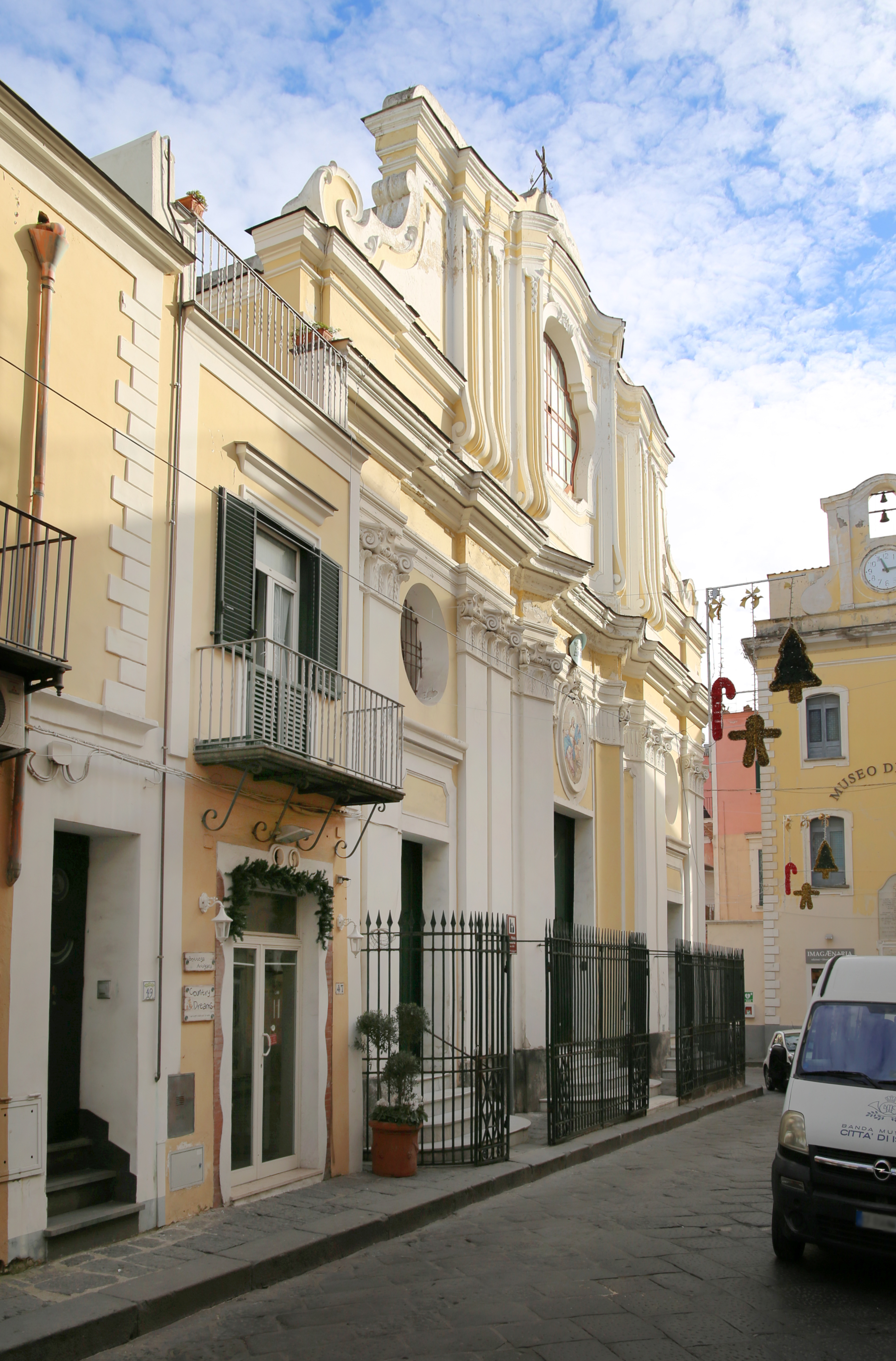
立面

圣母升天主教座堂（Cattedrale di Santa Maria Assunta）是一座天主教伊斯基亚教区的主教座堂，位于意大利伊斯基亚。巴洛克建筑。

## 历史

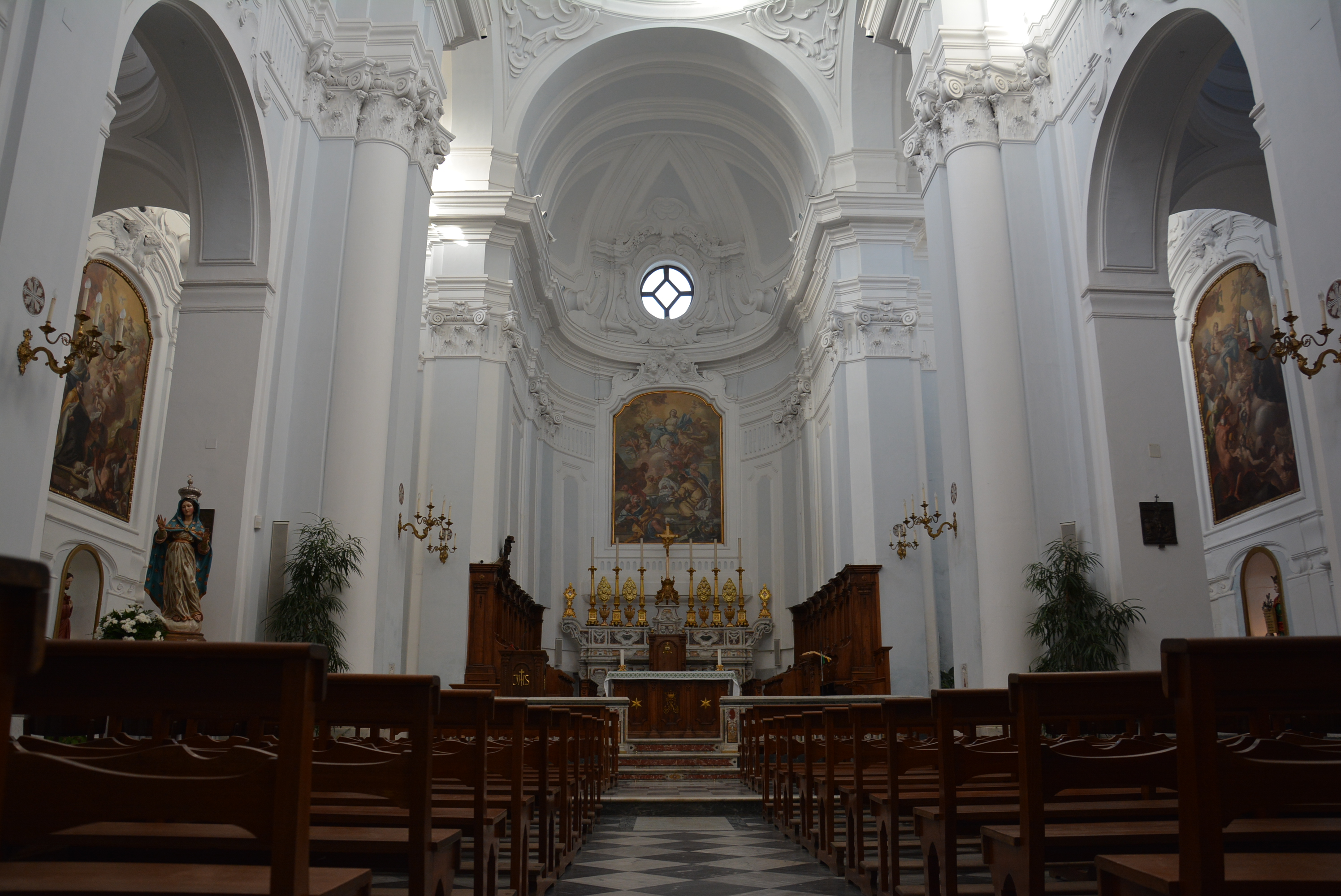
内部

该堂由Pietro Cossa始建于1388年。1751-1752年重建，1809年升格为主教座堂。

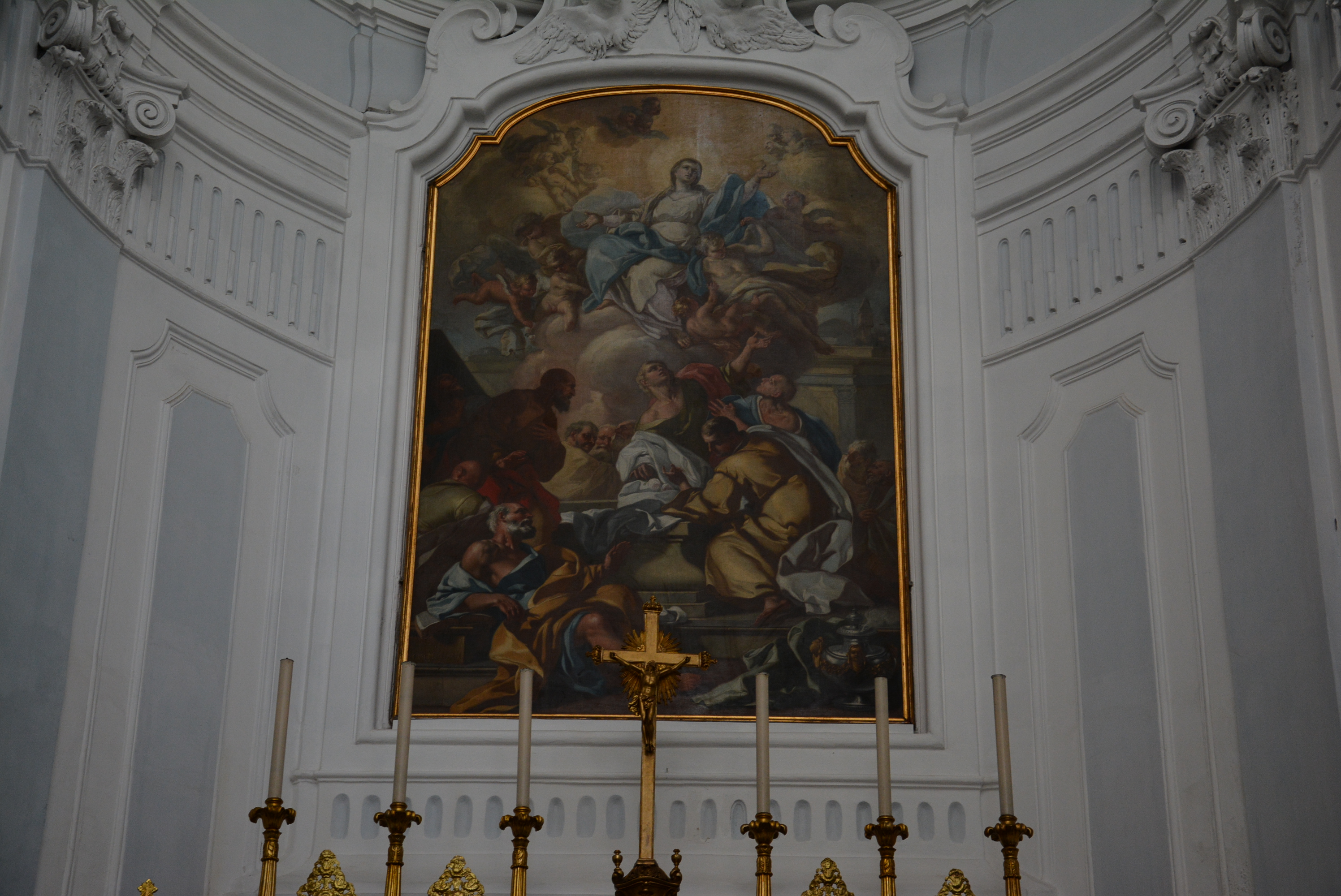